# Piyush Mishra
Piyush Mishra (nacido el 13 de enero de 1963, Gwalior) es un actor de cine y teatro, director musical, letrista, cantante y guionista indio. Mishra nació y creció en Gwalior, aunque se graduó en la Escuela Nacional de Arte Dramático en Delhi en 1986. A partir de entonces, comenzó su carrera en el teatro Hindi en Delhi. En la próxima década, trabajó como director de teatro, actor, letrista y cantante. Más adelante se trasladó a Mumbai en 2002, y como actor, autor y guionista, ha recibido grandes elogios o reconocimientos por su actuación en la película Maqbool (2003) y Gangs of Wasseypur (2012). En su carrera como letrista y cantante, se hizo conocer con temas musicales que han sido éxitos como Arre Ruk Ja Re Bandeh (Viernes Negro, 2004), Aaramb Hai Prachand (Gulaal, 2009), Ik Bagal (Gangs of Wasseypur - Parte 2, 2012) y Husna (MTV Coke Studio, 2012).

## Filmografía

### Como actor
- Bharat Ek Khoj (1988) (Sepoy)
- Sardar (film) (1993) (Guest Appearance)
- Dil Se.. (1998)
- Samurai (Tamil) (2002)
- Maqbool (2003)
- Butterfly (2003)
- Sala Bandar! (2003)
- Ek Din 24 Ghante (2003)
- Matrubhoomi (2003)
- Deewaar (2004)
- Super (Telugu) (2005)
- 1971 (2007)
- Jhoom Barabar Jhoom (2007)
- Gulaal (2009)
- Lahore (2010)
- Tere Bin Laden (2010)
- Lafangey Parindey (2010)
- Bhindi Baazaar (2011) as Pandey
- That Girl in Yellow Boots (2011) as Auto Rickshaw Driver
- Rockstar (2011) as Dhingra
- Gangs of Wasseypur - Part 1 (2012)
- Gangs of Wasseypur - Part 2 (2012)

### Como letrista
- Dil Pe Mat Le Yaar!! (2000)
- Black Friday (2004)
- Aaja Nachle (2007)
- Tashan (2008)
- Gulaal (2009)
- Chal Chalein (2009)
- Gangs of Wasseypur (2012)
- Gangs of Wasseypur - Part 2 (2012)(Songs : Aabroo and Ik Bagal)
- Husna (Coke Studio (India) Season 2[1]) (2012)
- Jalpari: The Desert Mermaid(2012)(Songs : Bargat Ke Pedo)
- Arjun The Warrior Prince (2012)
- O Re Manvaa (My Heart[2]) (2012)

### Screenplay y diálogos
- The Legend of Bhagat Singh (2002) – Dialogues
- Yahaan (2005) – Screenplay and dialogues
- 1971 (2007) – Screenplay
- Ghajini (2008) – Dialogues
- Lahore (2010) – Screenplay
- Chittagong (2011) – Dialogues
- Agneepath (2012) – Dialogues
- Shuddhi

### Como cantante
- Aarambh hai prachand (Gulaal-2009)
- Duniya (Gulaal-2009)
- Jab Sheher hamara (Gulaal-2009)
- Ik Bagal (Gangs of Wasseypur - Part 1 – 2012)
- Ik Bagal (Gangs of Wasseypur - Part 2 – 2012)
- Aabroo (Gangs of Wasseypur - Part 2 – 2012)
- Husna (Coke Studio (India) Season 2 – 2012)
- Bargat Ke Pedo Pe Shakhe Purani   (Jalpari: The Desert Mermaid – 2012)
- Tom Dick and Harry (The Dewarists) together with Akala
- O Re Manvaa (My Heart) (2012)
- Bas Chal Kapat  (Saheb, Biwi Aur Gangster Returns – 2013)
- Ghar (Coke Studio (India) Season 3 – 2013)

### Como compositor
- Gulaal (2009)
- Lahore (2010) (Song: Oh Re Bande)
- Gangs of Wasseypur (2012) (Songs: Manmauji & Ik Bagal)
- Gangs of Wasseypur - Part 2 (2012) (Song: Ik Bagal)
- Jalpari: The Desert Mermaid – (2012)(Song: Bargat Ke Pedo)
- O Re Manvaa (My Heart) (2012)

## Premios
Zee Cine Awards
- 2003: Best Dialogue: The Legend of Bhagat Singh (with Ranjit Kapoor and Rajkumar Santoshi)[3]

Stardust Awards
- 2010: Standout Performance by a Music Director: Gulaal